# Gran Premi de Bèlgica del 1998
Resultats del Gran Premi de Bèlgica de Fórmula 1 disputat la temporada 1998 al circuit de Spa-Francorchamps el 30 d'agost del 1998.

## Resultats
| Pos | No | Pilot                 | Equip                  | Voltes | Temps / Retirada | Pos. de sortida | Punts |
| --- | -- | --------------------- | ---------------------- | ------ | ---------------- | --------------- | ----- |
| 1   | 9  | Damon Hill            | Jordan - Mugen - Honda | 44     | 1h 43' 47. 4     | 3               | 10    |
| 2   | 10 | Ralf Schumacher       | Jordan - Mugen - Honda | 44     | + 0.932 s        | 8               | 6     |
| 3   | 14 | Jean Alesi            | Sauber - Petronas      | 44     | + 7.24 s         | 10              | 4     |
| 4   | 2  | Heinz-Harald Frentzen | Williams - Mecachrome  | 44     | + 32.243 s       | 9               | 3     |
| 5   | 16 | Pedro Diniz           | Arrows                 | 44     | + 51.682 s       | 16              | 2     |
| 6   | 12 | Jarno Trulli          | Prost - Peugeot        | 42     | + 2 Voltes       | 13              | 1     |
| 7   | 7  | David Coulthard       | McLaren - Mercedes     | 39     | + 5 Voltes       | 2               |       |
| 8   | 22 | Shinji Nakano         | Minardi - Ford         | 39     | + 5 Voltes       | 21              |       |
| Ret | 5  | Giancarlo Fisichella  | Benetton - Playlife    | 26     | Col·lisió        | 7               |       |
| Ret | 3  | Michael Schumacher    | Ferrari                | 25     | Col·lisió        | 4               |       |
| Ret | 4  | Eddie Irvine          | Ferrari                | 25     | Virolla          | 5               |       |
| Ret | 23 | Esteban Tuero         | Minardi - Ford         | 17     | Caixa canvi      | 22              |       |
| Ret | 1  | Jacques Villeneuve    | Williams - Mecachrome  | 16     | Virolla          | 6               |       |
| Ret | 21 | Toranosuke Takagi     | Tyrrell - Ford         | 10     | Virolla          | 19              |       |
| Ret | 19 | Jos Verstappen        | Stewart - Ford         | 8      | Motor            | 17              |       |
| Ret | 8  | Mika Häkkinen         | McLaren - Mercedes     | 1      | Col·lisió        | 1               |       |
| Ret | 6  | Alexander Wurz        | Benetton - Playlife    | 1      | Col·lisió        | 11              |       |
| Ret | 15 | Johnny Herbert        | Sauber - Petronas      | 1      | Col·lisió        | 12              |       |
| Ret | 18 | Rubens Barrichello    | Stewart - Ford         | 0      | Col·lisió        | 15              |       |
| Ret | 11 | Olivier Panis         | Prost - Peugeot        | 0      | Col·lisió        | 14              |       |
| Ret | 17 | Mika Salo             | Arrows                 | 0      | Col·lisió        | 18              |       |
| Ret | 20 | Ricardo Rosset        | Tyrrell - Ford         | 0      | Col·lisió        | 20              |       |

## Altres
- Pole: Mika Häkkinen 1' 48. 682

- Volta ràpida: Michael Schumacher 2' 03. 766 (a la volta 9)